# Scoloplos cylindrifer
Scoloplos cylindrifer is een borstelworm uit de familie Orbiniidae. Het lichaam van de worm bestaat uit een kop, een cilindrisch, gesegmenteerd lichaam en een staartstukje. De kop bestaat uit een prostomium (gedeelte voor de mondopening) en een peristomium (gedeelte rond de mond) en draagt gepaarde aanhangsels (palpen, antennen en cirri).
Scoloplos cylindrifer werd in 1905 voor het eerst wetenschappelijk beschreven door Ehlers.